# Expres
Expres (en ukrainien : Експрес, également translittéré Ekspres ou Express) est un quotidien ukrainien basé à Lviv et fondé en 1992. Il se revendique comme étant le plus grand journal d'Ukraine en ukrainien en termes de tirage. Sa popularité est essentiellement établie dans l'ouest de l'Ukraine.
Selon les employés d'Ekspres et l'IFEX, Expres a fait l'objet, au début des années 2010, d'intimidations de la part du système judiciaire ukrainien et de la police ukrainienne,. En février 2012, l'Institut international de la presse « a condamné les tentatives présumées de responsables locaux de bâillonner Ekspres ». Le ministère des Revenus et des Droits a nié ces allégations en août 2013.
La rédaction du journal est visée par des tirs à trois reprises en 2009.